# Diego Ibáñez
Diego Ibáñez, né le 25 janvier 1989 à Punta Arenas, est un homme politique chilien, député depuis le 11 mars 2018.

## Biographie

### Famille et dirigeant étudiant
Il est le fils du navigateur Rosamel Ibáñez Cifuentes et de l'enseignante Dafne Cotroneo Calderón. Il a complété ses études primaires et secondaires au Colegio Liahona d'El Belloto, un quartier de Quilpué. Ensuite, il déménage ensuite à Valparaíso pour s'inscrire à la Faculté de droit de l'Université pontificale catholique de Valparaíso en 2010, dont il est diplômé.
Après avoir obtenu son diplôme de droit, il est élu Vice-président de la Fédération étudiante de l'Université pontificale catholique de Valparaíso en 2013 et participe activement à la Confédération des étudiants du Chili (CONFENCh).
En tant que dirigeant universitaire, il a été le coordinateur du groupe d'étudiants bénévoles qui a collaboré aux efforts de secours après l'incendie massif d'avril 2014, qui a touché des milliers de familles dans des zones importantes de Valparaíso.
Après avoir terminé ses études universitaires, il s'est impliqué dans divers mouvements citoyens tels que « NO+AFP ».

### Parcours politique

#### Militant écologiste
Il est membre et fondateur de l'ONG « Pulmón Verde de Quilpué », dont Diego Ibáñez est le porte-parole, il organise différentes manifestations contre le projet « Termoeléctrica Los Rulos ».
En janvier 2018, lors du Festival Olmué Huaso, diffusé sur TVN, il participe à une manifestation coordonnée contre une centrale thermoélectrique soutenue par l'artiste international Residente.

#### Député de Valparaíso
Lors des élections parlementaires de 2017, il est candidat dans la 6e circonscription du Chili, dans la région de Valparaíso. Malgré son implication au sein du Mouvement autonomiste, il est investi avec le soutien du Parti humaniste et la coalition du Front large. Il est élu avec 9 185 voix (2,89%).
Quatre ans plus tard, lors des élections parlementaires de 2021, il est réélu député avec 34 479 voix (9,71%), cette fois-ci avec le parti Convergence sociale et la coalition Approbation dignité. 

#### Président de Convergence sociale et du Front large
Le 24 octobre 2022, il est élu président de Convergence sociale avec 75% des voix en interne avec la motion « Unité pour Transformer ».
En 2023, en tant que député et président de Convergence sociale, il est directeur de campagne de la candidate de son parti à l'Assemblée constituante de 2023 et docteure en droit constitutionnel María Pardo Vergara. Elle est élue avec la liste Unité pour le Chili dans la région de Valparaíso, avec 108 529 voix.
Il reste président de Convergence sociale jusqu'au 1er juillet 2024. Le même jour, il est nommé président par intérim du Front large et reste en fonction jusqu'au 14 juillet.

#### Candidat au Sénat en 2025
En août 2025, lors des négociations parlementaires de la coalition unique de la gauche Unité pour le Chili, son parti du Front large annonce sa candidature en tant que sénateur dans la 6e circonscription sénatoriale du Chili.
Cette investiture est décidée suite à son élection en tant que candidat par 25% des militants. Le sénateur sortant Juan Ignacio Latorre n'est pas réinvesti, obtenant 23% des voix du parti.

## Controverses

### Commission d'enquête à Petorca
En 2019, il crée une commission spéciale d'enquête sur la sécheresse à Petorca, une commune de sa circonscription. Après avoir demandé que la commission se réunisse sur place pour encourager la participation des citoyens, il est censuré par le président de la Chambre de l'époque, avec des votes des élus de droite.

### Soutien des entrepreneurs dans les élections
En avril 2023, il dénonce les sommes importantes investies par les entrepreneurs dans les campagnes électorales, ce qui conduit le président de la Confédération de la production et du commerce Juan Sutil, à le poursuivre en justice pour diffamation. Cependant, la plainte est rejetée par la Cour d'appel de Santiago en août de la même année.